# 科赫姆
科赫姆（德語：Cochem，發音：[ˈkɔxm̩] ⓘ）是德国莱茵兰-普法尔茨州科赫姆-采尔县的城市，也是科赫姆-采尔县的县治，面积21.18平方千米，2023年12月31日人口为5,346人。

## 历史
1688年，法國的路易十四在他入侵萊茵及摩泽尔流域時佔領了科赫姆城堡。1689年5月19日，路易十四的軍隊以縱火的方法攜毁了科赫姆城堡。

## 友好城市
科赫姆与以下地方结为友好城市：
- 法國 阿瓦隆（1966年）
- 比利时 马尔默迪（1975年）
- 德国 莫里茨堡（1990年）
- 中國 河池市 宜州区（2017年）